# (6967) 1991 VJ3
A (6967) 1991 VJ3 a Naprendszer kisbolygóövében található aszteroida. Szuzuki Kenzó és Urata Takesi fedezte fel 1991. november 11-én.